# Шеломенцева, Людмила Сергеевна
Людмила Сергеевна Шеломе́нцева (бел. Людміла Шаламенцава, 28 мая 1937, Ростов-на-Дону — 10 мая 2019, Минск) — выдающаяся белорусская пианистка и педагог. заслуженный деятель искусств Республики Беларусь. Более 40 лет преподавала в Белорусской государственной академии музыки, где возглавляла кафедру специального фортепиано. Под её руководством многие ученики стали лауреатами престижных международных конкурсов. Шеломенцева внесла значительный вклад в развитие белорусской фортепианной школы, проводила мастер-классы в Японии и Польше и была почётным гостем на известных международных конкурсах.

## Биография
Людмила Шеломенцева родилась 28 мая 1937 года в Ростове-на-Дону. Окончив школу, поступила в Белорусскую государственную консерваторию, где обучалась под руководством известного советского пианиста Михаила Бергера. После окончания консерватории в 1962 году Шеломенцева продолжила обучение в аспирантуре. В это время она проходила стажировку в Московской государственной консерватории им. Чайковского в классе профессора Якова Мильштейна. В 1960—1970-е годы Людмила Шеломенцева активно выступала с сольными программами и уделяла много времени ансамблевой музыке. Она стала лауреатом первого Национального конкурса пианистов.
Шеломенцева известна прежде всего как выдающийся педагог — более сорока лет она преподавала в Белорусской государственной академии музыки. В 1996 году она возглавила кафедру специального фортепиано и стала членом президиума Белорусской ассоциации преподавателей фортепиано. Многие студенты Шеломенцевой стали лауреатами престижных международных конкурсов. Так, она подготовила первого белорусского дипломанта Международного фортепианного конкурса имени Фредерика Шопена — Андрея Поночевного. В 1992 году её ученик Юрий Блинов получил I премию на I международном конкурсе имени Сергея Прокофьева в Санкт-Петербурге. Многие из её бывших студентов впоследствии преподавали зарубежом — в России, Польше, Франции, США, Китае.
Людмила Шеломенцева оказала значительное влияние на становление белорусской фортепианной школы. Её приглашали для проведения мастер-классов в Японию и Польшу, а также она присутствовала в качестве почётного гостя на международных конкурсах имени Фридерика Шопена в Польше и Германии, а также конкурса имени конкурса имени Вана Клиберна в Форт-Уэрте. Шеломенцева также входила в жюри Республиканского конкурса пианистов, одного из самых престижных конкурсов Беларуси среди пианистов.
Людмила Шеломенцева оказала значительное влияние на становление белорусской фортепианной школы. Её приглашали для проведения мастер-классов в Японию и Польшу, а также она присутствовала в качестве почётного гостя на международных конкурсах имени Ф Шопена в Польше и Германии, а также конкурса имени Вана Клиберна в Форт-Уэрте. Шеломенцева также входила в жюри Республиканского конкурса пианистов, одного из самых престижных конкурсов в Беларуси среди пианистов.

## Награды и звания
- Медаль «Ветеран труда» (1985)
- Почётная грамота Верховного Совета БССР (1994)
- Звание «Заслуженная артистка Республики Беларусь»[4]
- Заслуженный деятель искусств Республики Беларусь (1998)[4]
- Знак Министерства культуры Республики Беларусь «За вклад в развитие культуры Беларуси» (2012).

## Публикации
Людмила Шеломенцева стала автором нескольких методических работ:
- «Фортепианные вариационные циклы Бетховена в репертуаре ДМШ и МУ: метод, рекомендации».— Минск, 1989
- «Вариационные циклы Л. ван Бетховена в репертуаре молодых пианистов // Фортепианная педагогика» — Минск, 1998
- «Методика обучения игре на фортепиано // Этапы работы над крупной и малой формой» — Минск, 2007.